# (10573) Piani
(10573) Piani est un astéroïde de la ceinture principale.

## Description
(10573) Piani est un astéroïde de la ceinture principale. Il fut découvert le 29 novembre 1994 à Stroncone par l'Observatoire astronomique Santa Lucia de Stroncone. Il présente une orbite caractérisée par un demi-grand axe de 2,45 UA, une excentricité de 0,16 et une inclinaison de 14,9° par rapport à l'écliptique.

## Compléments